# 武居康仁
武居 康仁（たけい やすひと、1965年（昭和40年） - ）は、テレビ朝日メディアプレックス（テレビ朝日の連結子会社）の常務。東京大学卒業。1988年に入社後、制作部で活躍。高校ではサッカー部に所属（補欠）。
テレバイダー（2001年9月29日放送）で他局初出演、チョナン・カン2（フジテレビ、2004年7月23日放送）にウエイターとして出演した他、2004年7月24日の27時間テレビでも激怒しながら出演、局内の存在感を見せ付けた。くじ運も強く、万馬券の他、2005年12月20日の2006 FIFAワールドカップ中継権抽選会でも他の民放3局は局長級の人物を抽選会に送り出す中、テレビ朝日だけは当時編成制作局編成部企画担当副部長だった武居を会場に送り出した。結果、「日本×クロアチア」戦の中継権を引き当てた。武居は抽選に行く前、白装束で滝行をして望んだという。
2003年に編成部に異動（当時は編成部企画担当課長）。2006年に編成部企画担当副部長に昇進。2007年から2年間編成制作局デジタルコンテンツセンター長に就任。2009年からコンテンツビジネス局コンテンツビジネスセンター長。その後現職。

## 過去に手掛けた番組
ディレクター
- ミュージックステーション（山本たかおプロデューサー時代）
- ウッチャンナンチャンの炎のチャレンジャーこれができたら100万円!!
- 超次元タイムボンバー

プロデューサー
- グルメな冒険 お願い!リストランテ
- タイムショック21
- SmaSTATION-2
- T×2Show
- SmaSTATION-5
- 奇跡の扉 TVのチカラ
- ドスペ!

### 企画
- 藤岡弘、探検隊シリーズ
- ザ・ドリフターズスペシャル
- クイズタイムショック21スペシャル
- せきらら白書
- SmaSTATION-2
- SmaSTATION-3
- テスト・ザ・ネイション 全国一斉IQテスト
- 『ぷっ』すま5時間スペシャル（2006年1月2日、出演も）
- 超『ぷっ』すま猪突猛進スペシャル（2007年1月2日）

## 関連本
- ベラベラブック
- ベラバラブック2
- チョンマルブック